# شادیه حبال
شادیه رفاعی حبّال یک اخترشناس و فیزیک‌دان سوری-آمریکایی متخصص در فیزیک فضایی است. او استاد فیزیک خورشیدی است و پژوهش‌هایش پیرامون باد خورشیدی و خورشیدگرفتگی متمرکز شده‌اند.

## زندگی و تحصیلات
او با نام شادیه نعیم رفاعی در شهر حمص زاده شد و تحصیلات متوسطه را در همان‌جا به پایان رساند. سپس در دانشگاه دمشق ثبت‌نام کرد و مدرک کارشناسی خود را در رشته فیزیک و ریاضیات دریافت کرد. او مدرک کارشناسی ارشد خود را در فیزیک از دانشگاه آمریکایی بیروت دریافت کرد و سپس مدرک دکتری خود را از دانشگاه سینسینتی اخذ نمود.

## حرفه
او دوره‌ای یک‌ساله را در مرکز ملی پژوهش‌های جوی (۱۹۷۷–۱۹۷۸) گذراند و در سال ۱۹۷۸ به مرکز اخترفیزیک هاروارد-اسمیتسونیان پیوست و در آنجا یک گروه پژوهشی در زمینه فیزیک خورشیدی-زمینی تأسیس کرد. او این سمت را تا سال ۲۰۰۰ حفظ کرد. حبال همچنین به عنوان استاد فیزیک خورشیدی-زمینی در مؤسسه علوم ریاضی و فیزیکی دانشگاه ولز منصوب شد. بین سال‌های ۱۹۹۵ تا ۲۰۰۰، او مدرس دانشگاه هاروارد بود.
در سال ۲۰۰۲، او به عنوان ویراستار بخش فیزیک فضایی در ژورنال پژوهش ژئوفیزیکی منصوب شد. پروفسور حبال عضو بسیاری از نهادهای حرفه‌ای از جمله انجمن اخترشناسی آمریکا، اتحادیه بین‌المللی اخترشناسی و مؤسسه اخترشناسی هاوایی است و همچنین به عنوان پژوهشگر انجمن سلطنتی اخترشناسی شناخته می‌شود.

## پژوهش

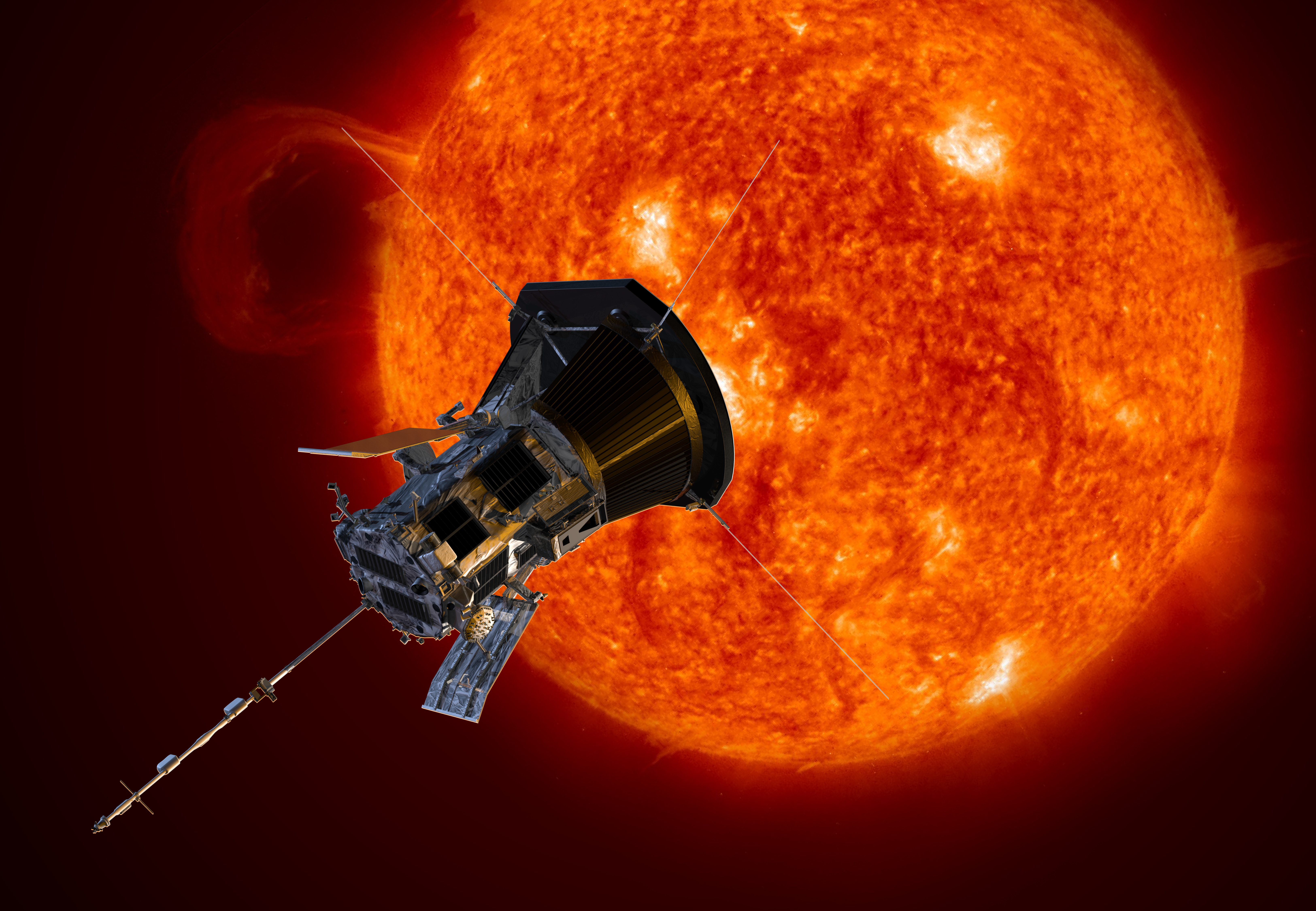
کاوشگر خورشیدی پارکر

حبال بر منشأ و تکامل باد خورشیدی، میدان‌های مغناطیسی خورشیدی و رصدهای قطبش‌سنجی در طول خورشیدگرفتگی تمرکز دارد. او بیش از دوازده مأموریت خورشیدگرفتگی را رهبری کرده و به مکان‌هایی مانند هند (۱۹۹۵)، گوادلوپ (۱۹۹۸)، چین (۲۰۰۸)، پلینزی فرانسه (۲۰۱۰)، ایالات متحده آمریکا (۲۰۱۷)، استرالیا (۲۰۲۳) و ایالات متحده آمریکا (۲۰۲۴) سفر کرده است که توسط بنیاد ملی علوم آمریکا و ناسا حمایت مالی شده‌اند.
حبال تیمی از مؤسسه اخترشناسی هاوایی را رهبری کرد که در همکاری با ناسا، طی خورشیدگرفتگی‌های سال‌های ۲۰۰۶، ۲۰۰۸ و ۲۰۰۹ به مشاهده تاج خورشیدی پرداخت. او همچنین نقش کلیدی در راه‌اندازی کاوشگر خورشیدی پارکر داشت که در سال ۲۰۱۸ پرتاب شد و نخستین فضاپیما بود که به درون تاج خورشیدی پرواز کرد.
حبال روش‌های نوآورانه‌ای برای مشاهده خورشیدگرفتگی توسعه داده است، از جمله یک سامانه تثبیت‌کننده روی کشتی برای خورشیدگرفتگی ۲۰۲۱ در قطب جنوب (تأمین مالی شده توسط بنیاد ملی علوم آمریکا) و یک سامانه مشاهده مبتنی بر بادبادک که نخستین بار در خورشیدگرفتگی ۲۰۲۳ استرالیا آزمایش شد (تأمین مالی شده توسط ناسا). او رهبری یک کارزار علمی برای خورشیدگرفتگی ۲۰۲۴ ایالات متحده آمریکا را بر عهده دارد که شامل رصدهای زمینی، بادبادکی و هوایی با استفاده از هواپیمای پژوهشی ناسا موسوم به WB-57 خواهد بود.

## افتخارات
حبال در طول فعالیت علمی خود افتخارات و جوایز متعددی دریافت کرده است. در دسامبر ۲۰۰۴، بنیاد اندیشه عربی عنوان «پیشگام» را به او اعطا کرد. پیش از آن، در ۴ سپتامبر ۲۰۰۱، دانشگاه علوم و فناوری چین در هه‌فی به او گواهینامه استادی مهمان اعطا کرد. در ۱۴ اوت ۲۰۰۰، ناسا جایزه گروهی برای دستاورد علمی را به تیم ابزار تاج‌نگار نور سفید اسپارتان ۲۰۱ که حبال یکی از اعضای آن بود، اعطا کرد. همچنین، در ۸ ژوئن ۱۹۹۸، برنامه زنان مرکز اخترفیزیک هاروارد-اسمیتسونیان به پاس تلاش‌های او در حوزه اخترفیزیک، جایزه سخنرانی «زنان ماجراجو» را به او اهدا کرد. او در ۱۹ دسامبر ۱۹۹۷، از مرکز اخترفیزیک هاروارد-اسمیتسونیان، تقدیرنامه‌ای برای خدمات برجسته خود دریافت کرد. علاوه بر این، در سال ۱۹۹۶، شورای ملی پژوهش آمریکا، از خدمات برجسته او در هیئت علوم جوی و اقلیم قدردانی کرد. در ۲۵ ژوئیه ۱۹۹۳، مؤسسه اسمیتسونیان از او برای دستاوردهای ویژه علمی که استاندارد بالایی از موفقیت را منعکس می‌کردند، تقدیر به عمل آورد.